# Ancistrus bufonius
Ancistrus bufonius är en fiskart som först beskrevs av Valenciennes, 1840.  Ancistrus bufonius ingår i släktet Ancistrus och familjen Loricariidae. Inga underarter finns listade i Catalogue of Life.